# Звук свирели
Звук свирели (азерб. Tütək səsi) — советская драма 1975 года производства киностудии Азербайджанфильм.

## Синопсис
События разворачиваются во времена 2-й Мировой войны. В одном из сёл Азербайджанского ССР идёт непрерывный труд, где жители показывают всенародное единство, где работают все от детей до пожилых женщин, ибо их отцы, братья, сыновья ушли на фронт защищать родину.

## Создатели фильма

### В ролях
Акиф Магаррамов-Тапдых
Михай Волонтир-Джабраил
Мамедрза Шейхзаманов-Исфандияр киши
Юсиф Валиев-Гылындж Гурбан
Лия Элиава-Сайялы
Сафура Ибрагимова-Исмат
Халида Кулиева (в титрах — Халида Гасымова)-Милли
Шукуфа Юсипова-Туту
Откам Искандеров-Нуру
Садых Гусейнов-Рза
Шушан Маджидова-Сугра хала
Гюмрах Рагимов-Мухтар
Е. Пашаев
Земфира Садыкова-Хадиса
К. Расулова
З. Фаталиева
А. Расулов
Вагиф Мустафаев
И. Бабаев
Мухтар Авшаров
Садакят Зульфугарова-деревенщина
Самая Мусаева
М. Расулзаде
Ф. Мамедов
Мамедсадых Нуриев-Салим
Садых Гасанзаде-Захид
Гарай Элибеков
Шамиль Сулейманов-Джумру
Джавахир Байрамова-деревенщина
Шамси Шамсизаде-Тахир

#### Роли дублировали (в титрах не указаны)
Расим Балаев-Нуру (Откам Искандеров)
Шахмар Алекперов-Джебраил (Михай Волонтир)
Амина Юсифкызы-Саялы (Лия Элиава)
Офелия Санани-Исмат (Сафура Ибрагимова)
Самандар Рзаев-Мухтар (Гюмрах Рагимов)
Азизага Гасымов-Захид (Садых Гасанзаде)
Рамиз Меликов-Тапдых (Акиф Магаррамов)

### Административная группа
автор сценария : Иса Гусейнов
режиссёр-постановщик : Расим Оджагов
оператор-постановщик : Тейюб Ахундов
художник-постановщик : Элбек Рзагулиев
композитор : Акшин Ализаде
звукооператор : Акиф Нуриев
режиссёр : Рамиз Алиев
художник-гримёр : Эльбрус Вахидов
монтажёр : Гюльшан Салимова
ассистенты режиссёра : Джафар Асадов, Айдын Махмудбеков, С. Кашиев, Е. Мурадова
ассистент художника : Фикрет Алекперов
ассистент оператора : Расул Байрамов (в титрах — Р. Байрамов)
редактор : Фарман Керимзаде
директор фильма : Али Мамедов
художник-титровальщик : Гасан Турабов

## Награды и премии
Фильм в 1976 году был номинирован на 9-й Всесоюзный кинофестиваль в Фрунзе (Бишкек). Автор сценария Иса Гусейнов одержал победу и был удостоен почётного диплома и приза.